# The Moon and the Nightspirit
The Moon and the Nightspirit ist ein ungarisches Mittelalter- und Pagan-Folk-Duo mit Ethereal-Einflüssen, das 2003 von Agnes Toth und Mihaly Szabo gegründet wurde. Die Texte, die vor allem von heidnischen Märchen und Schamanismus handeln, waren beim Debütalbum Of Dreams Forgotten and Fables Untold hauptsächlich auf Englisch, während das Nachfolgealbum Regõ Rejtem (zu deutsch etwa „Ich beschwöre Magie herauf“) komplett auf Ungarisch gehalten ist. 2009 erschien das dritte Album der Gruppe mit dem Titel Ősforrás.

## Diskografie
- 2005: Of Dreams Forgotten and Fables Untold
- 2007: Regő Rejtem
- 2009: Ősforrás
- 2011: Mohalepte
- 2014: Holdrejtek
- 2017: Metanoia
- 2020: Aether